# Бараш, Юлиу
Юлиу Бараш (настоящие имя и фамилия — Иегуда бен Мордехай Бараш) (рум. Iuliu Barasch; 17 июля 1815, Броды, Галиция, Австрийская империя — 31 марта 1863, Бухарест) — румынский врач, философ, писатель

, журналист, редактор, педагог, доктор медицины, популяризатор румынской культуры и науки, общественный деятель XIX века.

## Биография
Родился в семье хасидов . В юности получил традиционное еврейское образование. Познакомился с идеями Хаскалы. С 1836 года изучал философию в Лейпцигском университете. В 1841 году получил степень доктора медицины в Берлинском университете.
Бараш пытался обосноваться в Молдавии, но местные власти отказали ему в лицензии на медицинскую практику, поэтому он поселился в Валахии. С 1842 года работал врачом в Кэлэраши, в 1845 году — в Крайове, затем поселился в Бухаресте . Преподавал естественные науки в Колледже Святого Саввы (в 1852), затем был профессором Бухарестской школы медицины и фармации.
Помимо работы врачом, был радикальным румынским патриотом. Среди его друзей были К. Росетти и Ио́н Элиаде-Рэдуле́ску.
Занимался популяризацией медицинской науки и естествознания в целом, был первым румынским журналистом-евреем. В 1856—1859 годах редактировал первый научно-популярный журнал в Румынии Isis sau Natura («Изида или природа»). В журнале публиковались исследования по астрономии, гипотетические статьи о множественности миров или о самых популярных изобретениях того времени.
В 1858 году основал первую детскую больницу в Бухаресте.
В 1857 году был соредактором Israelitul Român («Румынский израильтянин»), первой газеты еврейской общины Румынии на румынском языке.

## Избранные публикации
- Minunile naturei (3 т., 1852)
- Mineralogia, după Belez (1854)
- Asfixia sau leşinul (1854)
- Botanica, după Belez (1856)
- Higiena populară (1857)
- Zoologia (1857)
- Debora, мелодрама (1858)
- Cărticica altoiului (1859)
- Manual de silvicultură (1861)